# Thám hiểm Khám phá

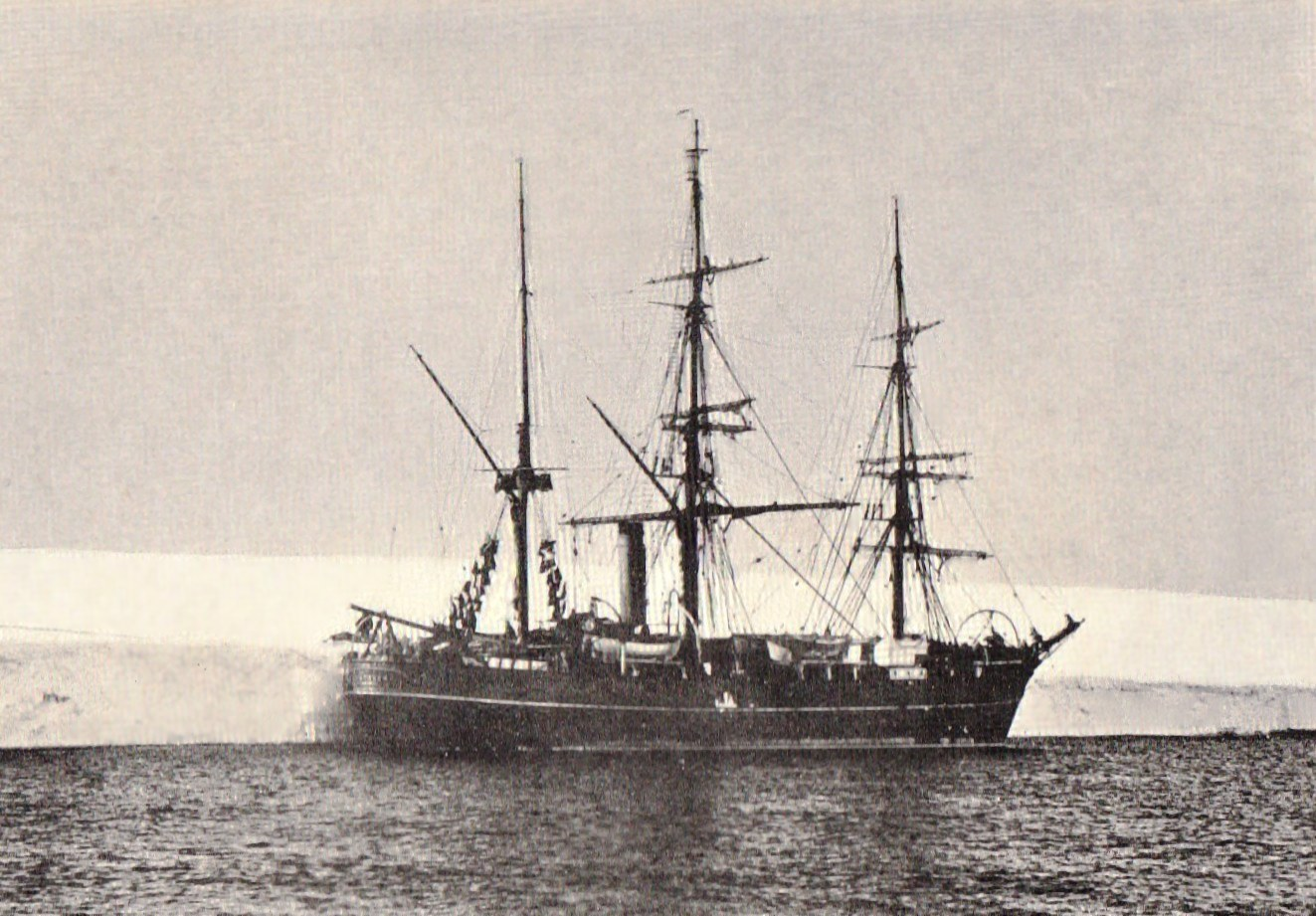

Cuộc thám hiểm Nam Cực Quốc gia Anh, năm 1901-04, thường được gọi là Cuộc thám hiểm Khám phá, là cuộc thám hiểm chính thức đầu tiên của Anh về vùng Nam Cực kể từ chuyến đi của James Clark Ross sáu mươi năm trước. Được tổ chức trên quy mô lớn dưới một ủy ban hỗn hợp của Hiệp hội Hoàng gia và Hội địa lý Hoàng gia (RGS), đoàn thám hiểm mới đã thực hiện nghiên cứu khoa học và thăm dò địa lý trong một lục địa chưa bị ảnh hưởng. Nó đưa ra sự nghiệp Nam Cực của nhiều người sẽ trở thành những nhân vật hàng đầu trong Cuộc Thăm dò Nam Cực Nam Cực, bao gồm Ernest Shackleton, Edward Wilson, Frank Wild, Tom Crean và William Lashly.
Kết quả khoa học của nó bao phủ rộng rãi về sinh học, động vật học, địa chất, khí tượng học và từ tính. Chuyến thám hiểm này đã khám phá ra sự tồn tại của những thung lũng Nam Cực không có tuyết, có con sông dài nhất Nam Cực. Những thành tựu khác bao gồm các khám phá về thuộc địa chim cút của Cape Crozier, Vua Edward VII Land, và Cao nguyên Cực (qua tuyến núi phía tây), nơi Nam Cực nằm. Cuộc thám hiểm đã cố gắng để đạt được Nam Cực đi đến điểm đánh dấu xa nhất ở mức báo cáo 82 ° 17'S.
Là một kẻ mạo hiểm cho các cuộc mạo hiểm sau này, Cuộc thám hiểm Khám phá là một cột mốc trong lịch sử khám phá Nam Cực của Anh.

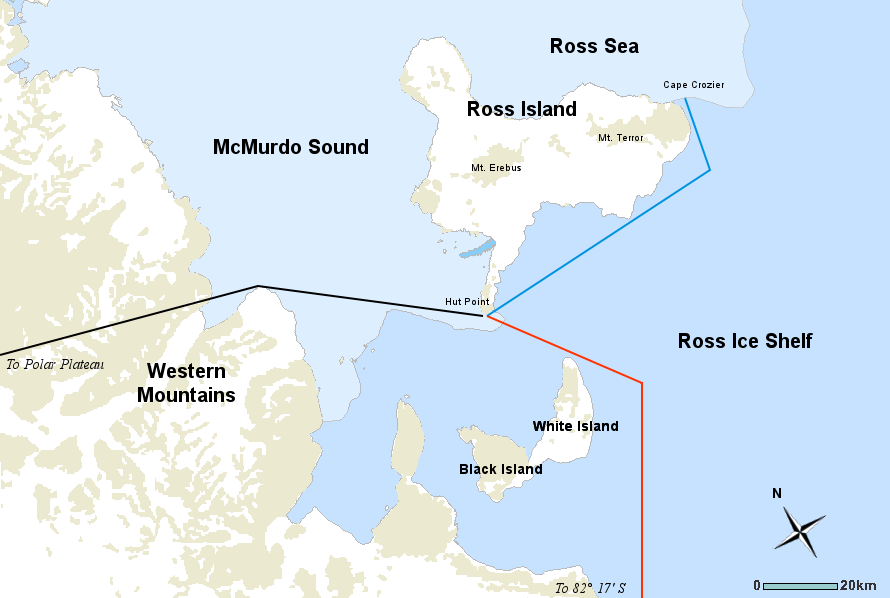
Bản đồ cho thấy phạm vi chuyến thám hiểm Khám phá, 1902–04. Các chuyến đi chính: đường đỏ; Hành trình miền Nam đến Cực Nam, tháng 11 năm 1902 đến tháng 2 năm 1903. Đường đen; Hành trình phía Tây qua Các núi Tây đến Cao nguyên Cực, tháng 10-12 năm 1903 ". Đường xanh biển; Hành trình tới điểm thông báo và thuộc địa của chim cánh cụt hoàng đế tại mũi Crozier, tháng 10 năm 1902, tháng 9 và tháng 10 năm 1903. "

## Sách tham khảo
- Coleman, E. C. (2006). The Royal Navy in Polar Exploration, from Frobisher to Ross. Stroud (Gloucestershire): Tempus Publishing. ISBN 0-7524-3660-0.
- Crane, David (2005). Scott of the Antarctic: A Life of Courage, and Tragedy in the Extreme South. London: HarperCollins. ISBN 978-0-00-715068-7. OCLC 60793758.
- Fiennes, Ranulph (2003). Captain Scott. London: Hodder & Stoughton Ltd. ISBN 0-340-82697-5.
- Fisher, Marjorie and James (1957). Shackleton. London: James Barrie Books.
- Huntford, Roland (1985). The Last Place on Earth. London: Pan Books. ISBN 0-330-28816-4. OCLC 12976972.
- Huntford, Roland (1985). Shackleton. London: Hodder & Stoughton. ISBN 0-340-25007-0. OCLC 13108800.
- Jones, Max (2003). The Last Great Quest: Captain Scott's Antarctic Sacrifice. Oxford (UK): Oxford University Press. ISBN 0-19-280483-9. OCLC 59303598.
- Markham, Albert H. (1917). The Life of Sir Clements R. Markham KCB FRS. London: John Murray. OCLC 3096468.
- Preston, Diana (1999). A First Rate Tragedy: Captain Scott's Antarctic Expeditions . London: Constable. ISBN 0-09-479530-4. OCLC 59395617.
- Riffenburgh, Beau (2005). Nimrod: Ernest Shackleton and the Extraordinary Story of the 1907–09 British Antarctic Expedition . London: Bloomsbury Publishing. ISBN 0-7475-7253-4. OCLC 56659120.
- Savours, Ann (2001). The Voyages of the Discovery: Illustrated History. London: Chatham Publishing. ISBN 1-86176-149-X.
- Scott, Robert Falcon (1905). Voyage of the Discovery (2 vols). London: Smith, Elder & Co.
- Skelton, Judy, biên tập (2004). The Antarctic Journals of Reginald Skelton: 'Another Little Job for the Tinker. Cheltenham: Reardon. ISBN 1-873877-68-4.
- Smith, Michael (2000). An Unsung Hero: Tom Crean, Antarctic Survivor. London: Headline Book Publishing. ISBN 1-903464-09-9.
- Wilson, Edward (1966). Savours, Ann (biên tập). Diary of the Discovery Expedition. London: Blandford Press. ISBN 0-7137-0431-4.